# Ignacio Omulryan y Rourera
Ignacio Omulryan y Rourera Berart y Gallas (ur. 1752, zm. ok. 1826) – hiszpański polityk i wojskowy.
Jego ojciec pochodził ze szlacheckiej irlandzkiej rodziny, a matka z Barcelony. Był porucznikiem kawalerii i dyrektorem urzędu pocztowego. Od 1810 był ministrem Rady Hiszpanii i Indii i wiceprzewodniczącym Królewskiej Kompanii Filipin. Został odznaczony Wielkim Krzyżem Orderu Izabeli Katolickiej i Orderu Karola III.